# Gaby Mudingayi
Gaby Mudingayi (* 1. Oktober 1981 in Kinshasa, Zaire) ist ein ehemaliger belgisch-kongolesischer Fußballspieler.

## Spielerkarriere

### Anfänge
Der gebürtige Kongolese Gaby Mudingayi startete seine Karriere in Belgien, wo er von 1998 bis 2000 für Royale Union Saint-Gilloise spielte. Anschließend ging er zum belgischen Erstligisten KAA Gent. Dort spielte er von 2000 bis Januar 2004 und kam regelmäßig zum Einsatz. Anschließend ging er zum italienischen Zweitligisten FC Turin. Dort wurde er in der ersten Saison Stammspieler; in 38 Spielen erzielte er ein Tor. Nach anderthalb Jahren und zwei verpassten Aufstiegen verließ er die Norditaliener im Sommer 2005 und ging zu Lazio Rom.

### Lazio Rom
Auch bei Lazio wurde Mudingayi Stammspieler. Er ist einer der wenigen dunkelhäutigen Spieler, die je für Lazio gespielt haben. Teile von Lazios Anhängerschaft werden dem politisch rechten Lager zugeordnet und gelten als fremdenfeindlich.

### FC Bologna
Mudingayi wechselte zur Saison 2008/09 zum FC Bologna und unterschrieb dort einen Vertrag bis zum 30. Juni 2012. Sein erstes Pflichtspiel für Bologna bestritt er in der dritten Runde der Coppa Italia gegen Vicenza Calcio.

### Inter Mailand
In der Sommerpause 2012 wurde Mudingayi an Inter Mailand verliehen. Die Mailänder erhielten eine Option, den Mittelfeldspieler dauerhaft zu verpflichten. Sein Vertrag lief mit Sommer 2014 aus, seitdem gilt der Mittelfeldakteur als vereinslos.

### Nationalmannschaft
Gaby Mudingayi bestritt von 2003 bis 2011 17 Länderspiele für Belgien, ohne dabei ein Tor zu erzielen.